# Хайкин, Никита Ильич
Ники́та Ильи́ч Ха́йкин (ивр. ניקיטה חייקין‎; род. 11 июля 1995, Нетания, Центральный округ, Израиль) — российский футболист, вратарь норвежского клуба «Будё-Глимт».

## Биография
Никита Хайкин родился 11 июля 1995 в израильском городе Нетания, через два года семья переехала в Россию. Себя считает русским, имеет российское, израильское и британское гражданство. 
Отец — российский бизнесмен Илья Хайкин. В 2003 году против него было возбуждено уголовное дело по обвинению в незаконном присвоении земель и сельхозпредприятий в Московской области. Бизнесмен уехал в Великобританию, где получил политическое убежище. В 2012 году испанским судом было вынесено решение о его экстрадиции в Россию, но после апелляции решение было отменено.

### Клубная карьера
Начинал карьеру в клубе «ФШМ Торпедо». В дальнейшем занимался в академиях московского «Динамо», английских клубов «Челси», «Портсмут», «Рединг». В 2013 году из-за проблем с оформлением рабочих документов в Англии перешёл в португальский «Насьонал», но был только третьим вратарём. Был на просмотре в испанской «Марбелье», но не перешёл из-за отсутствия рабочей визы. Чтобы не остаться без игровой практики в марте 2015 перешёл в клуб РФПЛ «Мордовия», где в 11 матчах молодёжного первенства пропустил 7 голов. В июле перешёл в «Кубань»; за молодёжную команду в 10 играх пропустил 10 голов.
В августе 2016 перешёл в клуб «Бней-Иегуда», за который дебютировал 25 февраля 2017 года в матче чемпионата Израиля против тель-авивского «Маккаби».
13 марта 2019 года подписал контракт с норвежским клубом «Будё-Глимт». Дебютировал 24 ноября в матче предпоследнего тура против «Кристиансунна» (3:0) — первый вратарь Рикардо пропускал игру из-за перебора жёлтых карточек. Стал с клубом двукратным чемпионом Норвегии (2020, 2021). После окончания контракта 31 декабря 2022 года стал свободным агентом.
В январе 2023 года подписал контракт до конца сезона с клубом «Бристоль Сити» из Чемпионшипа. Однако уже в конце марта решил вернуться в «Будё-Глимт», не сыграв за «Бристоль» ни одного матча. Своё решение Хайкин объяснил желанием получать игровую практику, и в сезоне-2023 выиграл с клубом третий в карьере чемпионат Норвегии.
28 августа 2024 года, сыграв в квалификации Лиги чемпионов против «Црвены звезды», обошёл Александра Мостового и стал рекордсменом среди советских и российских футболистов по количеству матчей, проведённых в еврокубках за иностранные клубы — 51 матч. По состоянию на май 2025 года, рекорд Хайкина составил 67 матчей. 
17 апреля 2025 года во время послематчевой серии пенальти в матче Лиги Европы против «Лацио» Хайкин отразил два удара, благодаря чему «Будё-Глимт» стал первой норвежской командой, вышедшей в полуфинал еврокубка.
1 мая 2025 года сыграл в полуфинале Лиги Европы против «Тоттенхэма», проведя свой 20-й матч в одном еврокубковом сезоне и побив рекорд Игоря Акинфеева среди российских футболистов. 8 мая в ответной игре Хайкин повысил планку рекорда до 21 матча.

### Карьера в сборной
Провёл несколько товарищеских матчей в юношеских и молодёжной сборной России.
После победы «Будё-Глимт» над «Ромой» в Лиге конференций со счётом 6:1, 25 октября 2021 года был вызыван в сборную России на отборочные матчи к чемпионату мира 2022 с Кипром и Хорватией. В обоих матчах находился в запасе.

## Достижения
«Бней Иегуда»
- Обладатель Кубка Израиля: 2016/17

«Будё-Глимт»
- Чемпион Норвегии (4): 2020, 2021, 2023, 2024

## Статистика выступлений

### Клубная
По состоянию на 8 мая 2025 года
| Выступление         | Выступление      | Выступление      | Лига | Лига | Лига | Кубки | Кубки | Кубки | Еврокубки | Еврокубки | Еврокубки | Итого | Итого | Итого |
| Клуб                | Лига             | Сезон            | Игры | Голы | С.м  | Игры  | Голы  | С.м   | Игры      | Голы      | С.м       | Игры  | Голы  | С.м   |
| ------------------- | ---------------- | ---------------- | ---- | ---- | ---- | ----- | ----- | ----- | --------- | --------- | --------- | ----- | ----- | ----- |
| Бней Иегуда         | Лигат ХаАль      | 2016/17          | 2    | −3   | 0    | 0     | 0     | 0     | —         | —         | —         | 2     | −3    | 0     |
| Бней Иегуда         | Итого            | Итого            | 2    | −3   | 0    | 0     | 0     | 0     | 0         | 0         | 0         | 2     | −3    | 0     |
| Хапоэль (Кфар-Сава) | Лигат ХаАль      | 2017/18          | 15   | −15  | 7    | 2     | −3    | 0     | —         | —         | —         | 17    | −18   | 7     |
| Хапоэль (Кфар-Сава) | Итого            | Итого            | 15   | −15  | 7    | 2     | −3    | 0     | 0         | 0         | 0         | 17    | −18   | 7     |
| Будё-Глимт          | Элитсерия        | 2019             | 1    | 0    | 1    | 2     | −1    | 1     | —         | —         | —         | 3     | −1    | 2     |
| Будё-Глимт          | Элитсерия        | 2020             | 20   | −20  | 7    | 0     | 0     | 0     | —         | —         | —         | 20    | −20   | 7     |
| Будё-Глимт          | Элитсерия        | 2021             | 29   | −23  | 13   | 4     | −4    | 0     | 3         | −5        | 0         | 36    | −32   | 13    |
| Будё-Глимт          | Элитсерия        | 2022             | 27   | −36  | 7    | 3     | −1    | 2     | 19        | −23       | 6         | 49    | −60   | 15    |
| Будё-Глимт          | Элитсерия        | 2023             | 27   | −34  | 8    | 3     | −2    | 2     | 14        | −18       | 5         | 44    | −54   | 15    |
| Будё-Глимт          | Элитсерия        | 2024             | 30   | −31  | 12   | 0     | 0     | 0     | 10        | −9        | 4         | 40    | −40   | 16    |
| Будё-Глимт          | Элитсерия        | 2025             | 4    | −2   | 3    | 1     | −1    | 0     | 21        | −29       | 5         | 26    | −32   | 8     |
| Будё-Глимт          | Итого            | Итого            | 138  | −146 | 51   | 13    | −9    | 5     | 67        | −84       | 20        | 218   | −239  | 76    |
| Всего за карьеру    | Всего за карьеру | Всего за карьеру | 155  | −164 | 58   | 15    | −12   | 5     | 67        | −84       | 20        | 237   | −260  | 83    |

### Матчи за молодёжную сборную
| № | Дата                | Оппонент | Счёт | Пр. голы | Минуты | Соревнование      |
| - | ------------------- | -------- | ---- | -------- | ------ | ----------------- |
| 1 | 14 июня 2015 года   | Беларусь | 3:0  | 0        | 45'    | Товарищеский матч |
| 2 | 19 января 2016 года | Латвия   | 2:1  | 1        | 90'    | Товарищеский матч |

Итого: сыграно матчей: 2. Победы: 2, ничьи: 0, поражения: 0. Пропущено голов: 1. «Сухие» матчи: 1.